# Andra bedömning
Andra bedömning (eller andra utlåtande, från engelskans second opinion) innebär inom hälso- och sjukvård i Sverige och andra länder att patienten vid svåra medicinska ställningstaganden har rätt till ytterligare en medicinsk bedömning av en specialist. I Sverige regleras rättigheten till second opinion i 8 kap. 1 § patientlagen som specificerar att patienter med livshotande eller särskilt allvarliga sjukdomar/skador har rätt till att inom eller utanför den egna regionen få en ny medicinsk bedömning. Om den nya bedömningen leder till ett alternativt behandlingsförslag ska det erbjudas patienten om det ligger i linje med vetenskap och beprövad erfarenhet samt i relation till sjukdomens art och behandlingens kostnad är befogat.
Det finns företag som är specialiserade på att leverera ett andra utlåtande, t.ex. till försäkringsbolag.
För icke-livshotande eller lindrigare tillstånd innebär rätten att välja mottagning och behandlare i praktiken en omfattande möjlighet till second opinion.